# X-Ray Vision
"X-Ray Vision" (em português:  Visão Raio-X) é o quinto single do álbum Scars of Love, lançado pelo grupo de freestyle TKA em 1988. A canção obteve sucesso na parada de músicas dance dos Estados Unidos, onde chegou a posição #26. Um videoclipe também foi gravado para a canção.

## Faixas
12" Single
| N.º | Título                      | Duração |  |
| 1.  | "X-Ray Vision" (Club Vocal) | 6:00    |  |
| 2.  | "X-Ray Vision" (Dub)        | 6:00    |  |
| 3.  | "X-Ray Vision" (Acappella)  | 2:45    |  |

## Desempenho nas paradas musicais
| Parada musical (1988)                               | Melhor posição |
| --------------------------------------------------- | -------------- |
| Estados Unidos (Hot Dance Music/Club Play)          | 26             |
| Estados Unidos (Hot Dance Music/Maxi-Singles Sales) | 30             |